# Ловшин, Полона
Полона Ловшин (словен. Polona Lovšin); 10 июня 1973, Любляна, Словения — словенская художница и иллюстратор.

## Биография
Окончила в живописи Академию художеств в Любляне в классе известного словенского художника Германа Гвардянчича.
Она начала иллюстрировать книги, в основном детские сказки, а также начала сотрудничать со многими журналами с начала 1990-х годов.
Её первой иллюстрированной книгой была русская сказка «Медведь ищет няню».
Сотрудничает с издательством «Младинская книга», также с журналами: «Маленький дракон», «Цицидо», «Цицибан», «Кекец», она также иллюстрирует ряд учебников и книг — сказок, книжек с картинками.
Ловшин постоянно сотрудничает с известными зарубежными издательствами: «Пан Макмилан»(Pan Macmillan), «Пе́нгуин букс», «Издательский Дом Тамплиер» (Templar Publishing)…
Её работы представлены на книжной ярмарке (каждый год в Любляне), а также на Болонской книжной ярмарке на биеннале художественных иллюстраций в Японии и Братиславе.
Она организует важные персональные выставки в Словении и за рубежом: Италия, Словакия, Япония…
Она живёт и работает в Любляне.

## Значение
Полона Ловшин — одна из самых выдающихся словенских иллюстратов и художников.
В своей творческой работе она вводит некоторые новые творческие элементы: оригинальный рисунок, конкретное авторство, эмоции, сильное чувство для цветных историй, линии, четкий и точный подход к воображению детей, психология, чувство благородного воображения и миров.
Она имеет богатый опус узнаваем и богато творческими.

### После значительных книжных иллюстраций
- «Бобек и Барчица» (2005)[5].
- «Замок» (2005)[6].
- «Белоснежка»[7].
- «Медо решает любую путаницу» (2007)[8].
- «Болтающая черепаха» (2007)[9].
- «Котенок Котка» (2009)[10].
- «О мальчике, который боялся воды» (2009)[11].
- «Гигантский лев прибыл» (2010)[12].
- «Что ты слышишь, мышка?» (2010)[13].
- «Соловей и гранат» (2012)[14].
- «Найдихойча» (2010)[15].
- «Принцесса Сердца» (2013)[16].
- «Прекрасные дни» (2017)[17]
- «Заботливые мамы» (2018)[18]
- «Гадкий утенок» (2017)[19]

## Награды
- Номинация на оригинальную словенскую книжку с картинками за книжку с картинками «Бобек и Барчица», 2004
- Награда за оригинальную словенскую книжку с картинками для книжки с картинками «Медо решает любую путаницу», 2006[20]